# Castrillón
Castrillón é um concelho (município) da Espanha na província e Principado das Astúrias. Tem 55,34 km² de área e em 2019 tinha 22 376 habitantes (densidade: 404,3 hab./km²).

## Demografia
| Variação demográfica do município entre 1991 e 2004 | Variação demográfica do município entre 1991 e 2004 | Variação demográfica do município entre 1991 e 2004 | Variação demográfica do município entre 1991 e 2004 |
| --------------------------------------------------- | --------------------------------------------------- | --------------------------------------------------- | --------------------------------------------------- |
| 1991                                                | 1996                                                | 2001                                                | 2004                                                |
| 21235                                               | 22361                                               | 22501                                               | 22889                                               |